# Rue Danton (Astrakhan)

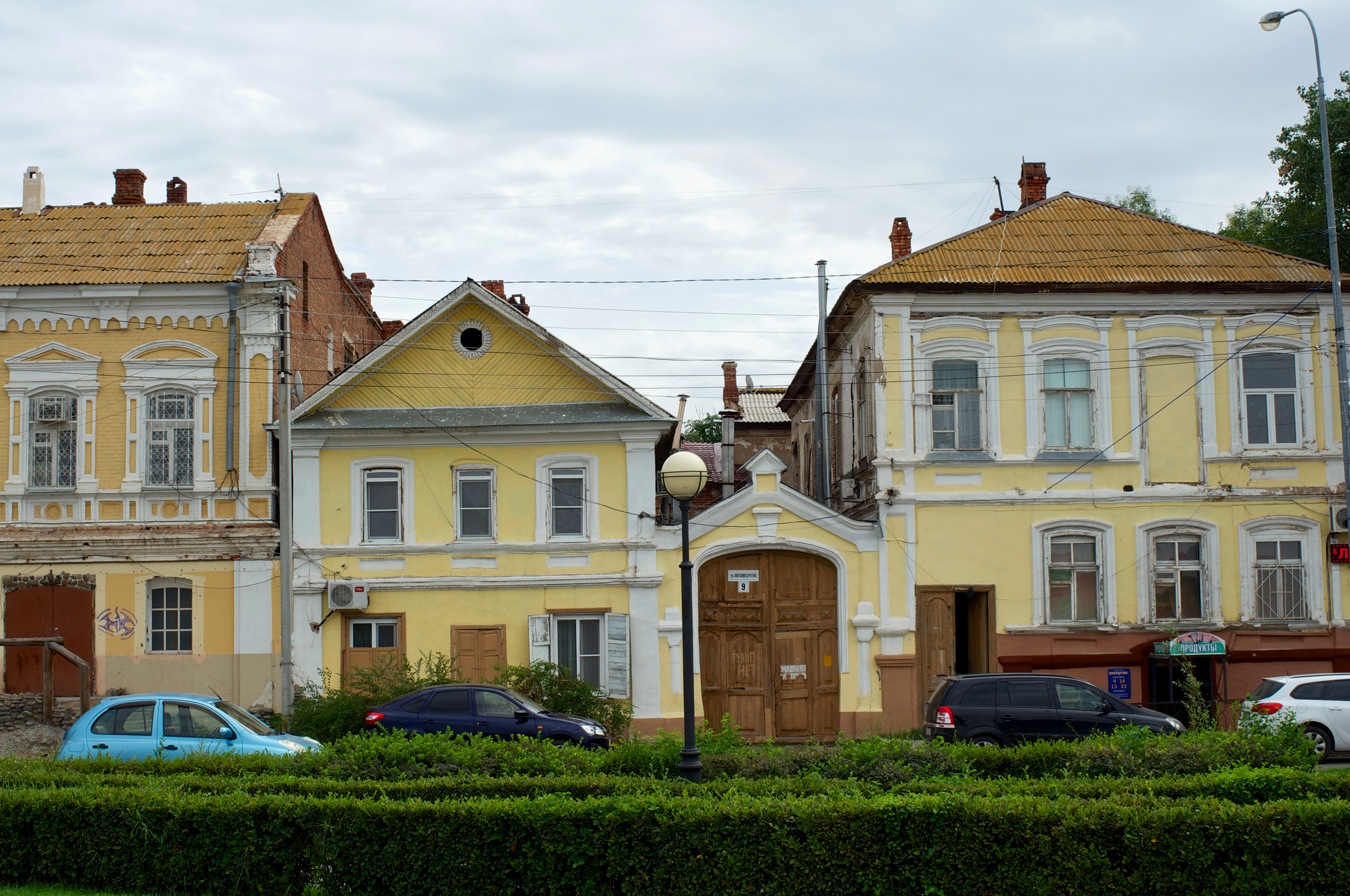
Maisons anciennes au n° 9 rue Anatoli-Sergueïev et au n° 1 rue Danton.

Le rue Danton (У́лица Данто́на) est une rue de la ville d'Astrakhan en Russie. Elle se trouve dans le cœur historique de la ville, dans l'arrondissement de la Kossa.

## Description
La rue commence rue Anatoli-Sergueïev au quai Pierre-Ier (au bord de la Volga) et se dirige du nord-ouest au sud-est parallèlement aux rues Pougatchov et Enzeli. Elle croise les rues Maxime-Gorki et Ouritski et se termine au point de convergence de la rue Fioletov et de la rue de l'Amirauté au sud de la place d'Octobre et en face du kremlin d'Astrakhan.
La rue est bordée en majorité de maisons basses construites avant la révolution de  1917.

## Histoire
La rue s'appelait au XIXe siècle la 3e rue du Kremlin et a reçu son nom actuel en 1920 d'après l'homme politique français révolutionnaire Georges-Jacques Danton.

## Édifice protégé
- N° 1/9 — Maison avec dépendances de la seconde moitié du XIXe siècle

## Transport
À 70 mètres au nord-est de la fin de la rue Danton se trouve l'arrêt Place d'Octobre-Quai de la Volga («Октябрьская площадь — набережная реки Волги») pour différentes lignes de minibus collectifs.